# Glock 17
Pour les articles homonymes, voir Glock (homonymie).
Le Glock 17 est un pistolet semi-automatique conçu et fabriqué depuis 1980 par l'entreprise autrichienne d'armement Glock pour les forces militaires et les services de police.

## Historique
Il existe cinq « générations » de Glock 17. La marque, jusqu'à l'arrivée de la 4e génération, n'utilisait pas ce terme, puisqu'il y a eu en fait des dizaines de générations de pistolets Glock : tous les ans, voire plusieurs fois par an, un détail changeait, une amélioration sensible était apportée, si bien qu'il est presque impossible de toutes les énumérer.
Néanmoins, on peut noter cinq grandes phases de modifications, d'où l'apparition, à partir de la troisième, du terme de « générations ». Le terme est devenu si populaire que la marque a fini par l'utiliser pour désigner la 4e série d'évolution du pistolet Glock, qui est donc devenue, officiellement, la 4e génération.
Les rainures sur la crosse ainsi que les différents rails au standard Picatinny n'apparaissent que depuis la troisième génération, de même le bouton de déverrouillage du chargeur ainsi que l'arrêtoir de culasse ambidextre apparaissent sur la cinquieme génération.

## Identification
L'arme est de couleur noire, mate (couleur dite : "vert-de-gris", sur les armes de la Bundeswehr). Des rayures de maintien sont placées à l'avant et à l'arrière de la crosse, ainsi qu'un pontet rectangulaire se terminant en pointe sur sa partie basse et à l'avant, et une hausse fixe et un guidon fixe. On trouve le marquage du modèle à l'avant gauche de la culasse.
Le Glock 17 est l'un des pistolets les plus réputés au monde. Léger et compact, il doit son succès à son côté « précurseur » :
- c'était lors de son lancement, un des premiers pistolets à être fabriqué en polymère, ce qui était réellement novateur (on peut utiliser l'arme sans souci par des températures extrêmes, le recul est amoindri par la souplesse du matériau, l'oxydation est totalement nulle, le coût de production est très faible, etc.)
- il disposait d'un percuteur « lancé » (c'est un choix réfléchi, il est vrai que les armes à percuteurs lancés sont moins sujettes aux enrayages ou pannes mécaniques). En cas d'incident de tir dû à une cartouche mal percutée, l'arme à percuteur lancé permet de « doubler le coup » via un léger recul de la culasse (un peu plus d'un centimètre) pour réarmer le percuteur sans éjecter la cartouche.
- sa capacité de 17 coups + 1 lui donnait l'avantage tactique d'une cartouche de plus que le standard maximum de l'époque, ou quatre cartouches de plus que le standard bas (Browning GP35).

## Variantes

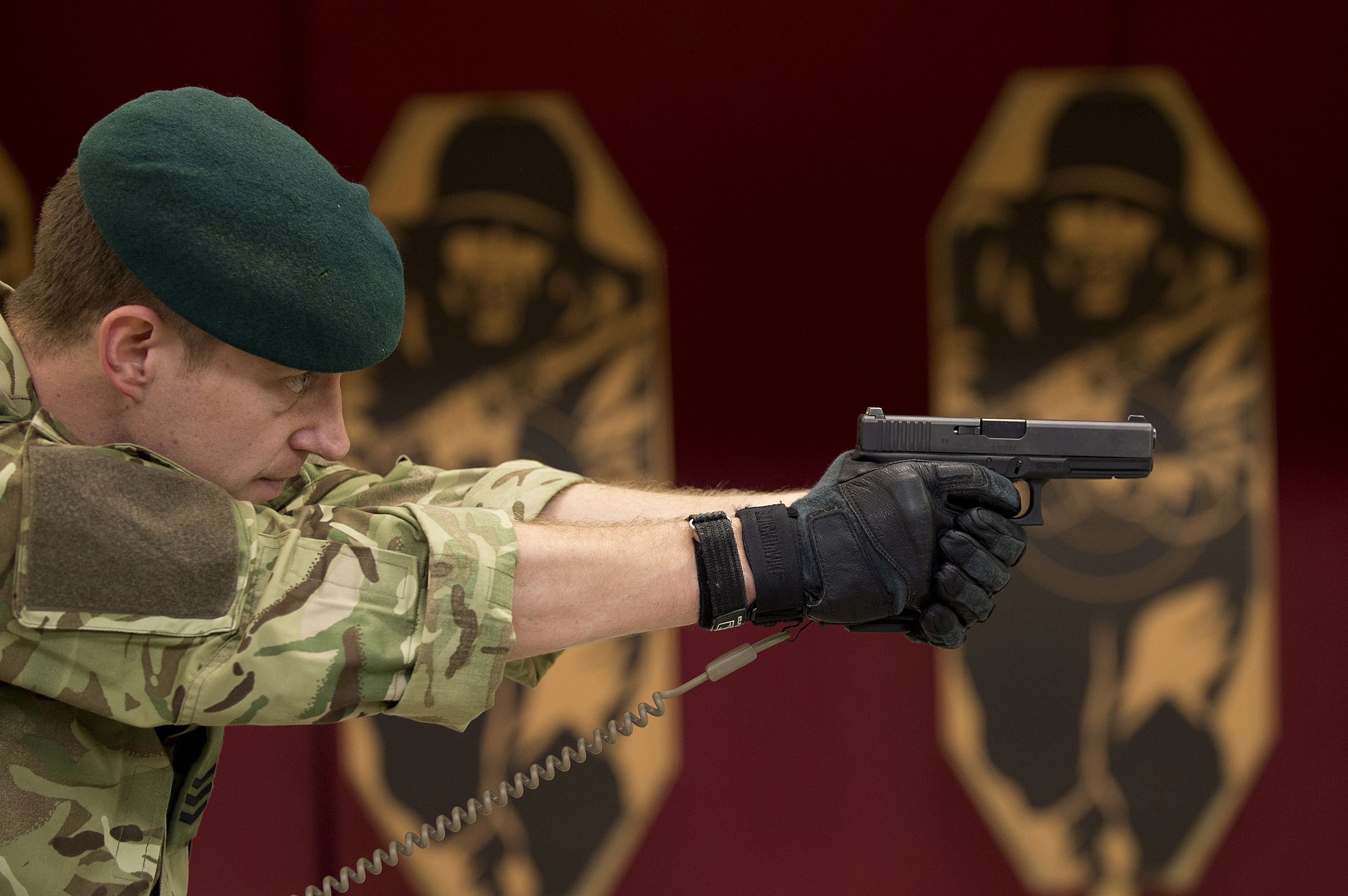
Un Royal Marine britannique avec un Glock 17 en 2013.

- Glock 17M : destiné aux nageurs de combat et/ou commandos marine. Cette variante est équipée d'un « prêt-à-monter percuteur » comportant des fentes d'évacuation de l'eau dont la présence (entre le percuteur et l'amorce) pourrait empêcher le tir après ou pendant l'immersion.
- Glock 17L : constitue une version de tir sportif munie d'un canon de 15 cm.
- Glock 17C : doté d'un compensateur de recul qui réduit le relèvement de l'arme au moment du tir. Le compensateur est composé de deux orifices sur le haut de la culasse (à l'avant de l'arme) et de trous sur le haut du canon afin de laisser s'échapper les gaz produits lors de la combustion de la poudre contenue dans la cartouche.
- Glock 17F : doté d'un canon fileté.
- Glock 17 MOS (Modular Optic System) : doté d'un système de fixation pour viseur holographique directement sur la culasse.
- Glock 17 Gen 5 9 mm PAK (fabriqué en Allemagne sous licence par Umarex) :  pistolet d'alarme lancé en 2021 suivant le succès des Geco P217 et Bruni GAP.

## Utilisateurs
En 1992, la firme Glock armait déjà les militaires et policiers de 45 pays en Glock 17. En 2007, ce nombre atteint plus de soixante pays.
- Afrique du Sud — équipe les mercenaires de diverses sociétés militaires privées, les policiers de la ville du Cap et de quelques autres services de la police sud-africaine.
- Algérie— Utilisé par la Police nationale, les unités d'élite de l'armée et les forces spéciales algériennes
- Allemagne — utilisé par le Bundeskriminalamt (BKA) et le Spezialeinsatzkommando (SEK).
- Arabie saoudite
- Argentine
- Australie
- Autriche
- Luxembourg — utilisé par l'Armée, les Douanes et l'Unité spéciale de la Police grand-ducale.
- Belgique — utilisé par le « Gespecialiseerde Verkennings Ploegen » (GVP) ou Équipes Spécialisées de Reconnaissance (ESR) / « Speciaal Interventie-Eskadron » (SIE) ou Escadron Spécial d'Intervention (ESI) / Services d'interventions des polices locales / Unité Anti-Braconnage (UAB).
- Pays-Bas — utilisé par le « Korp commandoTroepen » (KCT) / les maréchaussée Royaux (Police militaire) et aussi l'Armée de terre royale et les « Arrestatieteam » (SWAT Néerlandais)
- Brésil — utilisé par la Police brésilienne, dotée de Glock G17 mais aussi des G19 et G26.
- Bulgarie — utilisé par la Police bulgare, dotée des Glock G17 mais aussi de G19 et G26, en plus du CZ-75BD.
- Canada — utilisé par les policiers de la Sûreté du Québec, dotés de Glock 17 mais aussi des G19 et G26 comme arme de service (2013). Cependant, différentes forces de police canadiennes utilisent le plus souvent des Glock 22 et Glock 23. Les services correctionnels du Québec sont munis de Glock 17 depuis 2021.
- Chili
- Colombie
- Corée du Sud
- Danemark — la loi danoise a amené la création du « Glock 17DK » pour le marché civil.
- Égypte — utilisé par la Police égyptienne, dotée de G17 mais aussi des G19.
- Émirats arabes unis — utilisé par l'« UAE Special Forces », l'« Abu Dhabi Police SWAT », la « Dubai Police SWAT » et l'« UAE VIP Protection Team ».
- Espagne — utilisé par la Garde civile espagnole.
- États-Unis — utilisé par de nombreux services de police américains, par exemple le Baltimore Police Department, le Miami-Dade Police Department et le Saint Paul Police Department dans les années 1990. Au niveau fédéral, cette arme équipe le Bureau des affaires indiennes (de même que les Glock 19 et Glock 22). Mais, rapidement, le calibre .40 S&W fit du Glock 22 l'arme de police la plus courante de la gamme Glock en Amérique du Nord, suivi de près par le Glock 23 du FBI.
- Finlande — utilisé sous le nom de « 9.00 KP 2000 ».
- France —  Il est utilisé notamment par le Groupe d'intervention de la gendarmerie nationale (GIGN), le Groupe d'intervention de la police nationale (GIPN), la  Force d'intervention de la Police nationale(FIPN), les Brigades de recherche et d'intervention et les Équipes régionales d'intervention et de sécurité de l'administration pénitentiaire. Il est employé avant qu'il ne soit l'arme réglementaire pour l'ensemble des Forces armées françaises par le Commandement des opérations spéciales (COS), le Groupement des commandos parachutistes, le groupement commando montagne, le Groupement spécial autonome, la Patrouille de Recherche Profonde. Le 6 janvier 2020, on annonce qu'il est choisi comme arme réglementaire pour l'ensemble des forces françaises en remplacement du PAMAS G1 et du MAC 50 avec 74 596 Glock 17 G5 livrés entre fin 2019 [2] et le 5 octobre 2022[3].

Les policiers du RAID furent les premiers utilisateurs français, en se dotant de « Glock 17L ». Les inspecteurs de l'environnement de l'Office national de la chasse et de la faune sauvage (ONCFS) et de l'Office national de l'eau et des milieux aquatiques (ONEMA), désormais fusionnés dans un seul établissement, l'Office français de la biodiversité, sont dotés depuis le printemps 2014 du Glock 17, en remplacement des revolvers Manurhin MR 73 et Manurhin MR 88.
Équipe également les opérateurs de la Brigade des forces spéciales terre en remplacement du HK USP depuis début 2014.
Police Municipale. Avant la loi de 2000 limitant le choix aux pistolets semi-automatiques de calibre 7,65mm, le G17 était notamment porté par les policiers municipaux à Asnières, Avanchers-Valmorel, Bruay-sur-l'Escaut, Cagnes-sur-Mer, Cranves-Sales, Crespin, Franqueville-Saint-Pierre, Golbey, Marcq-en-Barœul, Montville, Nemours, Raon-l'Étape, Rocquancourt, Ville-la-Grand, Vitrolles, Orange et Courseulles. également depuis fin 2016, les polices municipales peuvent se doter de Glock 17. 
Le Glock 17 équipe désormais un grand nombre de polices municipales depuis le décret autorisant le pistolet semi-automatique et la munition de calibre 9 mm dans la police municipale.
- Hong Kong — utilisé par la police de Hong Kong, aussi dotée de Glock 19.
- Iran
- Irlande
- Italie
- Jamaïque — utilisé par la Jamaica Constabulary Force (JCF).
- Japon
- Maroc — utilisé par l'Armée, la Police et les Forces spéciales.
- Mexique  — utilisé par  la Marine mexicaine qui est aussi dotée de Beretta 92.
- Monaco — utilisé par la Sûreté publique de Monaco et la Compagnie des Carabiniers du Prince.
- Nouvelle-Zélande — utilisé par la New Zealand Defence Force dans un contrat signé en novembre 2015 pour 1 900 pistolets[5].
- Portugal - le Gen5 a été choisi comme arme de service pour les Forces armées portugaises en septembre 2019[6].
- Royaume-Uni — utilisé par le Special Air Service, les Forces spéciales britanniques et, à partir de 2013, dans l'ensemble des Forces armées (25 000 armes) en remplacement du Browning GP[7].
- Russie — utilisé par le FSB (Service fédéral de sécurité), FSO, OMSN, OMON, SOBR et OSN Vityaz.
- Saint-Marin Police de Saint-Marin.
- Suède — utilisé sous le nom de « Pistol 88 ».
- Suisse — utilisé par les Police fédérale, Police militaire, Police Nord Vaudois.

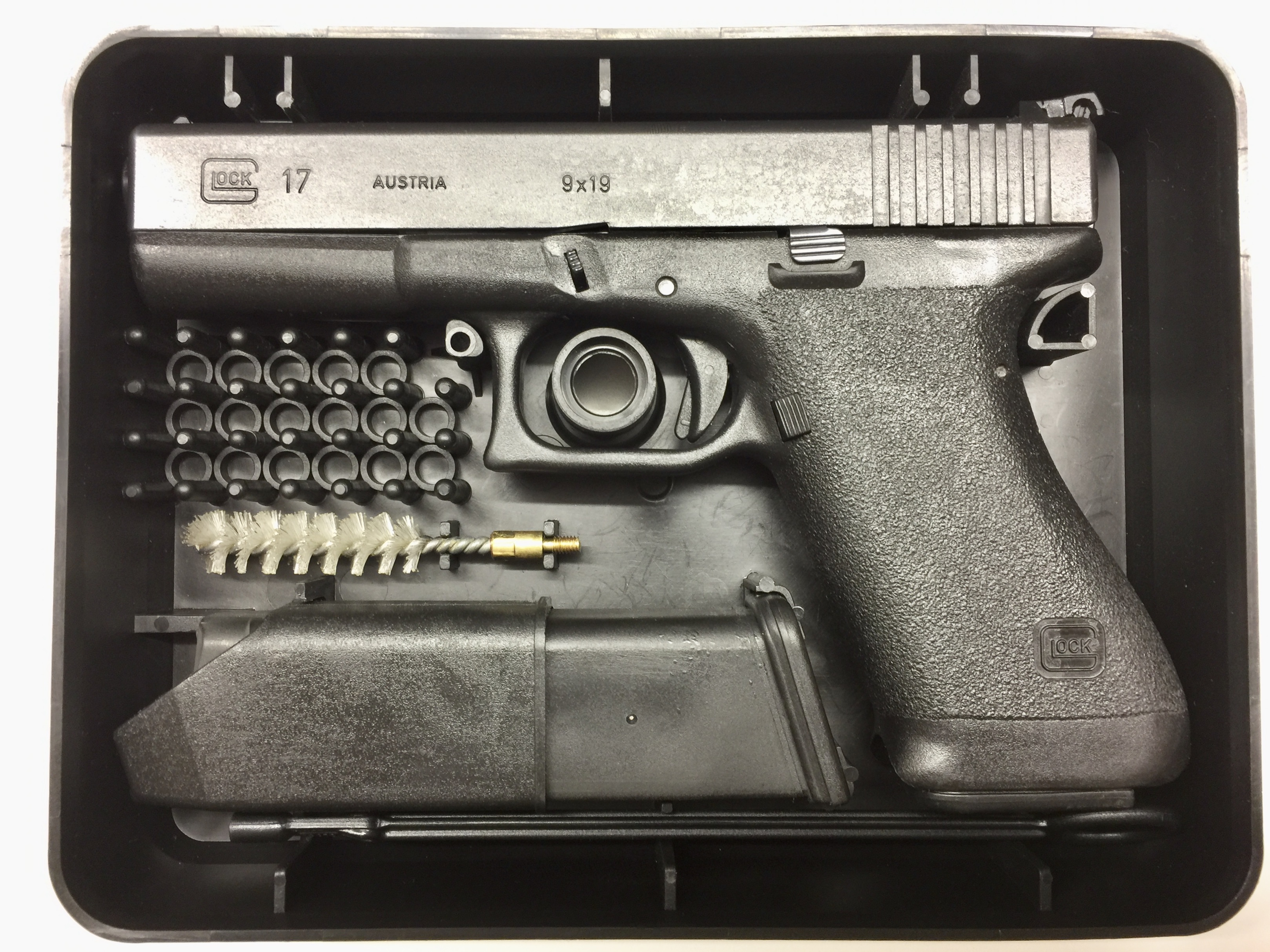
Le Glock 17 « première génération » de 1983, présentée avec ses accessoires dans sa boîte en plastique d'origine.
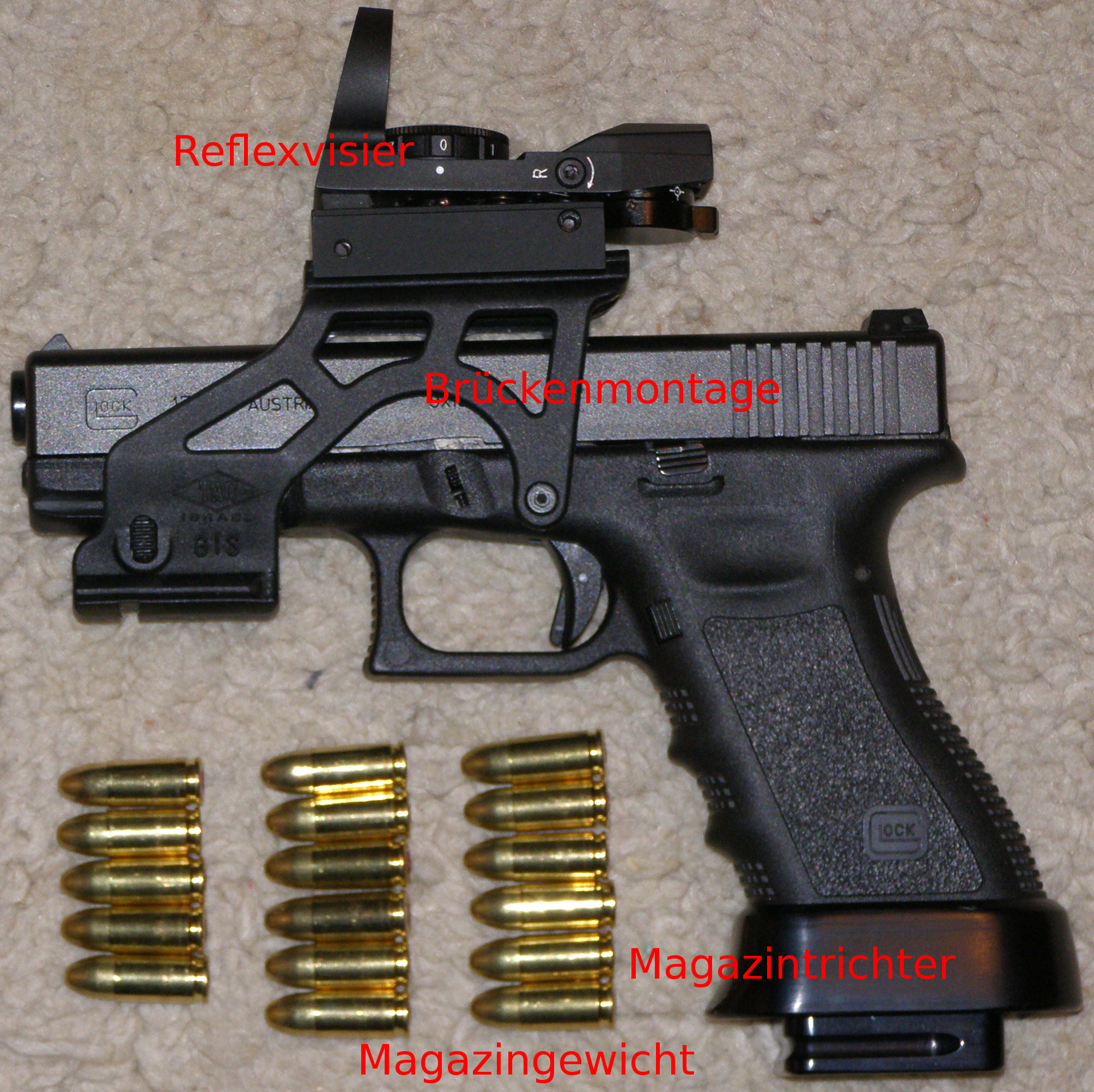
Un Glock 17 avec un viseur point rouge et ses 17 cartouches.

## Dans la culture populaire
Le Glock 17 est, avec le Beretta 92, un des pistolets semi-automatiques en 9 mm les plus répandus sur les écrans de cinémas, télévision, et vidéoludiques depuis le milieu des années 1980.

### Cinéma et télévision
Certaines œuvres de fiction font penser que le Glock 17 est indétectable aux portiques de détection des aéroports du fait de sa carcasse en polymères. C'est inexact car l'arme contient aussi des pièces métalliques, dont le canon, la culasse et divers ressorts, ce qui déclencherait l'alarme. De toute manière, même si l'arme était indétectable, ses munitions, elles, ne le seraient pas.
Cette croyance a été notamment répandue par le film 58 minutes pour vivre (1990) de Renny Harlin, avec Bruce Willis dans le rôle de John McClane, film dans lequel le Glock équipe plusieurs des ennemis du héros (dans le film, McClane désigne cette arme comme un « Glock 7 » et la décrit comme un pistolet en céramique fabriqué en Allemagne, indétectable aux rayons X. Cette arme fictive équipe aussi les policiers Simon (Vincent Lindon) et Franck (Gilles Lellouche) dans le film Mea Culpa (2014) de Fred Cavayé. On le trouve également aux mains du marshal fédéral S. Gérard (joué par Tommy Lee Jones) dans le film Le Fugitif (1993).
À la télévision, le Glock 17 équipe de nombreux criminels ou policiers (remplaçant souvent le Glock 22 portés par la majorité des vrais policiers US) dans les séries et téléfilms : Castle, Alerte Cobra, Le Clown, Medicopter, Bosch, Homicide, Braquo, Les Experts ou New York Unité Spéciale.
Dans les séries policières comme Julie Lescaut, Section de recherches et Meurtres à..., remplaçant souvent le Sig-Sauer SP 2022 car plus disponible sur le marché civil dans ces séries.
Compte tenu de la rareté du Glock 18, celui-ci a souvent été remplacé par un Glock 17 modifié pour tirer en rafale, comme dans les films Mr. et Mrs. Smith (2005), Les Insoumis, Le Transporteur 2 (2005), les séries télévisées Burn Notice, NCIS : Enquêtes spéciales et les jeux vidéo Army of Two : Le 40e jour et Max Payne 3. Dans ces fictions, le Glock 17 « rafaleur » reçoit un chargeur de 33 balles.

### Jeux vidéo
Le Glock 17 apparaît entre autres dans les jeux vidéo Rainbow Six 3: Raven Shield et GoldenEye 007. Il est également utilisable dans le mod Black Mesa (2012), et bien d'autres, le personnage d'Abby Anderson dans le jeu vidéo The Last of Us Part II en utilise un sous le nom de Pistolet de Combat, cependant, il possède seulement 6 balles, voire 10 si amélioré. Il est également présent dans Call of Duty: Modern Warfare II sous le nom X12.